# Crotalaria polhillii
Crotalaria polhillii är en ärtväxtart som beskrevs av Mats Thulin. Crotalaria polhillii ingår i släktet sunnhampor, och familjen ärtväxter. Inga underarter finns listade i Catalogue of Life.